# Jean Milhaud
Pour les articles homonymes, voir Milhaud.
Jean Milhaud, fils de Gaston Milhaud, né le 10 avril 1898 à Montpellier épouse en 1929 Louli Sanua 1886-1967, décédé le 27 février 1991.

## Biographie
Ingénieur diplômé de l'École polytechnique. Il a été président-fondateur de la Cégos (Commission Générale d'Organisation Scientifique du Travail), président-fondateur de l'Institut des techniques d'administration publique, ITAP, membre non résidant de l'Académie de Nîmes (1960) et peintre connu  sous le pseudonyme Jan Mio.
En 1990, il a créé l'Académie libre européenne des violons d'Ingres (ALEVI).

## Publications
- La téléphonie automatique : description et fonctionnement des systèmes, notions d'exploitation automatique, applications aux réseaux des grandes villes, aux installations privées et aux réseaux ruraux : à l'usage des techniciens et praticiens de la téléphonie et des agents des services d'exploitation. Paris, Dunod, 1925.
- Chemin faisant (avec une lettre préface de André Siegfried). Paris Éditions Hommes et techniques 1956.
- Tel Aviv, la colline du printemps (un voyage en Israël), édition Jeheber, 1958.
- Ici naquit Gaston Milhaud, mathématicien philosophe (histoire d'un centenaire), Presses de la société d'études et de réalisations graphiques, 1961.
- Sur les ailes du temps : souvenirs, récits, croisades et confidences. Texte précédé d'une Lettre et hommage à André Siegfried.  Paris, Nouvelles éd. Latines, 1962.
- A Bergson, la patrie reconnaissante ; texte précédé d'une lettre d'André Maurois à Jean Milhaud ; postface de Jean Guitton. Imprimerie Nationale, Paris, 1967.
- Mon ami l'État (postface de Louis Joxe). Imprimerie Nationale, 1973.
- L'Homme et son image. Paris : Nouvelles éditions latines, 1978.